# Clossiana meridionalis
Clossiana meridionalis är en fjärilsart som beskrevs av Kardakoff 1928. Clossiana meridionalis ingår i släktet Clossiana och familjen praktfjärilar. Inga underarter finns listade i Catalogue of Life.